# Entra in Esco dal mio corpo e ho molta paura
Entra in Esco dal mio corpo e ho molta paura è una musicassetta promozionale di Elio e le Storie Tese, pubblicata assieme ad un numero della rivista Comix nel 1993.
Il singolo presenta un'autointervista dove il gruppo descrive alcuni retroscena sul loro album Esco dal mio corpo e ho molta paura. Seguono poi microestratti tratti dai brani Abbecedario, (Gomito a gomito con l') Aborto e Catalogna.
Chiude la cassetta la short version della canzone Sunset Boulevard, sigla del programma Mai dire gol poi inclusa nella raccolta di inediti e rarità Peerla.

## Fonti
- Marok.org: Entra in Esco dal mio corpo, su marok.org.